# Tipula (Savtshenkia) rufina
Tipula (Savtshenkia) rufina is een tweevleugelige uit de familie langpootmuggen (Tipulidae). De soort komt voor in het Palearctisch gebied.